# Dignomus aureopilis
Dignomus aureopilis is een keversoort uit de familie klopkevers (Ptinidae). De wetenschappelijke naam van de soort werd in 1875 gepubliceerd door Jules Desbrochers des Loges.